# Danh sách cơ quan của Bộ Quốc phòng Hoa Kỳ

Con dấu của Bộ Quốc phòng Hoa Kỳ.

Dưới đây là danh sách các cơ quan thuộc Bộ Quốc phòng Hoa Kỳ (DoD) mà trước đây được biết đến với tên gọi Tổ chức Quân sự Quốc gia (tiếng Anh: National Military Establishment). Trách nhiệm chính của nó là kiểm soát các lực lượng vũ trang Hoa Kỳ. Được thành lập vào năm 1947 và hiện bao gồm ba thành phần lớn - Lục quân, Hải quân và Không quân - và có một đội ngũ nhân viên quân sự 1.418.542 người. (553.044 Lục quân; 329.304 Hải quân; 202.786 Thủy quân lục chiến và 333.408 Không quân). Đứng đầu Bộ Quốc phòng là Bộ trưởng Quốc phòng. Bộ trưởng Quốc phòng hiện nay là Chuck Hagel.

## Cơ quan Quốc phòng
- Cơ quan Hoạch định Nghiên cứu Tiên tiến Quốc phòng (DARPA)
- Cơ quan Quân nhu Quốc phòng (DeCA)
- Sở Hạch toán và Tài chính Quốc phòng (DFAS)
- Cơ quan Y tế Quốc phòng (DHA) -- thay thế cho Tricare
- Cơ quan Hệ thống Thông tin Quốc phòng (DISA)
- Cơ quan Tình báo Quốc phòng (DIA)
- Cơ quan đặc trách Pháp luật Quốc phòng
- Cơ quan Tiếp liệu Quốc phòng (DLA)
- Cơ quan Truyền thông Quốc phòng (DMA)
- Cơ quan Hợp tác An ninh Quốc phòng (DSCA)
- Sở An ninh Quốc phòng (DSS)
- Trung tâm Thông tin Kỹ thuật Quốc phòng (DTIC)
- Cơ quan Giảm thiểu Đe dọa Quốc phòng (DTRA)
- Bộ chỉ huy Hỗn hợp Tìm kiếm Tù binh và Người mất tích trong chiến tranh Hoa Kỳ (JPAC)
- Cơ quan Phòng thủ Tên lửa
- Phục vụ Tổng hành dinh Washington
- Cục Cảnh sát Quốc gia (NGB)
- Cơ quan Trinh sát Quốc gia (NRO)
- Tổng Thanh tra đặc biệt cho tái thiết Afghanistan (SIGAR)
- Tổng Thanh tra đặc biệt cho tái thiết Iraq (SIGIR)
- Cơ quan An ninh Quốc gia (NSA)

## Bộ Lục quân Hoa Kỳ
- Công binh Lục quân Hoa Kỳ
- Trụ sở chính khu vực:
  - Khu vực Ngũ Hồ
  - Khu vực sông Missouri (CENWD-MR)
  - Khu vực Bắc Thái Bình Dương (CENWD-NP)
- Văn phòng Số hóa Quân đội Lục quân Hoa Kỳ
- Ban Quản lý Tài chính Lục quân Hoa Kỳ
- Cơ quan Kiểm soát Quân đội Lục quân Hoa Kỳ
- Cục Quân y
- Phòng thí nghiệm Nghiên cứu Lục quân Hoa Kỳ
- Học viện Quân sự West Point Hoa Kỳ
- Căn cứ Tên lửa White Sands

### Vùng trách nhiệm
- Vùng phận Vùng Sông Ohio và Ngũ Đại Hồ
- Vùng Thung lũng Mississippi
- Vùng Bắc Đại Tây Dương
- Vùng Tây Bắc
- Vùng Thái Bình Dương
- Vùng Nam Đại Tây Dương
- Vùng Nam Thái Bình Dương
- Vùng Tây Nam

### Phòng nghiên cứu
- Phòng thí nghiệm Kỹ thuật và Nghiên cứu Môi trường lạnh (CRREL)
- Phòng thí nghiệm Nghiên cứu Kỹ thuật Xây dựng (CECER)
- Trạm thí nghiệm Đường thủy
- Engineer Research and Development Center (USACE)

## Bộ Hải quân

### Hải quân
- Văn phòng Nghiên cứu Hải quân (ONR)
- Văn phòng Hoạch định Thông tin mạng (INPO)
- Văn phòng Tình báo Hải quân (ONI)
- Học viện Hải quân Hoa Kỳ

### Thủy quân lục chiến
- Các đơn vị Viễn chinh Thủy quân lục chiến
- Tham mưu trưởng Thủy quân lục chiến Hoa Kỳ
- Phụ tá Tham mưu trưởng Thủy quân lục chiến Hoa Kỳ
- Thượng sĩ Cố vấn Tham mưu trưởng Thủy quân lục chiến Hoa Kỳ
- Tổng hành dinh, Thủy quân lục chiến Hoa Kỳ

## Bộ Không quân Hoa Kỳ
- Phòng thí nghiệm Nghiên cứu Không quân Hoa Kỳ (AFRL)
- Trung tâm Nhân sự trù bị Không quân Hoa Kỳ
- Lực lượng Không quân Vệ binh Quốc gia
- Văn phòng Điều tra Đặc biệt Không quân Hoa Kỳ (OSI)

### Bộ Tư lệnh chính (MAJCOMs)
- Bộ tư lệnh Không quân Chiến đấu (ACC)
- Bộ tư lệnh Không quân Thái Bình Dương (PACAF)
- Bộ tư lệnh Không quân Hoa Kỳ tại Châu Âu và Phi (USAFE-AFAFRICA)
- Bộ tư lệnh Không quân Hành quân đặc biệt (AFSOC)
- Bộ tư lệnh Giáo dục và Đào tạo Không quân (AETC)
- Bộ tư lệnh Không quân Lưu động (AMC)
- Bộ tư lệnh Không quân Tấn công Toàn cầu (AFGSC)
- Bộ tư lệnh Trang thiết bị Không quân (AFMC)
- Bộ tư lệnh Không quân Trù bị (AFRC)
- Bộ tư lệnh Không gian Không quân (AFSPC)

## Các Bộ tư lệnh tác chiến hiệp nhất

Phân bố hoạt động địa lý của các Bộ tư lệnh

- Bộ tư lệnh Hoa Kỳ đặc trách châu Phi (USAFRICOM)
- Bộ tư lệnh Hoa Kỳ đặc trách Trung tâm (USCENTCOM)
- Bộ tư lệnh Hoa Kỳ đặc trách châu Âu (USEUCOM)
- Bộ tư lệnh Hoa Kỳ đặc trách phía Bắc (USNORTHCOM)
- Bộ tư lệnh Hoa Kỳ đặc trách Thái Bình Dương (USPACOM)
- Bộ tư lệnh Hoa Kỳ đặc trách Chiến dịch Đặc biệt (USSOCOM)
- Bộ tư lệnh Hoa Kỳ đặc trách phía Nam (USSOUTHCOM)
- Bộ tư lệnh Hoa Kỳ đặc trách Chiến lược (USSTRATCOM)
- Bộ tư lệnh Hoa Kỳ đặc trách Giao thông Vận tải (USTRANSCOM)